# Marcelo Panelo Muñoz
Marcelo Panelo Muñoz (6 d'abril de 1973), és un jugador d'escacs argentí, que té el títol de Mestre Internacional des del 2005.
A la llista d'Elo de la FIDE del juny de 2016, hi tenia un Elo de 2378 punts, cosa que en feia el jugador número 44 (en actiu) de l'Argentina. El seu màxim Elo va ser de 2463 punts, a la llista de març de 2010.

## Resultats destacats en competició
El gener del 2009 a Roquetas de Mar (Espanya) guanyà l'Obert Internacional Villa Roquetas amb 7½ punts, mig punt per davant del segon classificat el GM Fernando Peralta. El juny de 2009 fou subcampió de l'Obert del Mollet (el campió fou Kidambi Sundararajan). El desembre de 2009 va guanyar el Torneig Internacional Bajo Cinca.
El juny de 2012 a Sant Boi de Llobregat fou subcampió de l'Obert Memorial Josep Lorente (el campió fou Orelvis Pérez Mitjans). El juliol de 2013 fou tercer a l'Obert de Torredembarra (el campió fou Miguel Muñoz Pantoja).